# .458 SOCOM
.458 SOCOM (11,63×40 мм) — унітарний набій з високою забійною дією, призначений для використання на коротких (до 500 м) відстанях.

## Історія
Патрон .458 SOCOM був розроблений у 2000 році в США як потужніша альтернатива штатному набою 5,56×45 мм НАТО. Куля набою .458 SOCOM має високу забійно-зупиняючу дію, маючи на увазі свою велику масу і високу початкову енергію. Часто використовується в зброї разом з тактичним глушником.
Ідея створення набою з'явилася в неформальному обговоренні з військовослужбовцями 75-го елітного полку рейнджерів (легка піхота, в складі армії США, підпорядковується Командуванню спеціальних операцій армії США) з урахуванням досвіду, отриманого ними в ході операції «Готичний змій» (1993 рік, Могадішо, Сомалі), де активно використовувалися автоматичні гвинтівки М4 і М16 під малоімпульсний набій 5,56 НАТО.
У певній неформальній бесіді і було отримано запит на створення набоїв для ведення вогню на відносно короткі відстані з коротких стволів з доставкою противнику великої кількості кінетичної енергії, що й було достатньо успішно реалізовано.